# Juhamatti Aaltonen
Juhamatti Aaltonen, född 4 juni 1985 i Ijo, är en finländsk professionell ishockeyspelare som spelar för Jokerit i KHL. Den 15 oktober 2012 skrev han på ett ettårs-kontrakt med Rögle BK.
Aaltonen valdes av St. Louis Blues som 284:e spelare totalt i 2003 års NHL Entry Draft. 
Aaltonen vann VM-guld 2011, med det Finska ishockey landslaget.

## Klubbar
- Oulun Kärpät, Moderklubb-2009, 2013-2014
- Pelicans, 2009-2010
- Metallurg Magnitogorsk, 2010-2012
- Rögle BK, 2012-2013
- Jokerit, 2014-2017
- Rögle BK, 2017-2018
- SC Bern 2018
- Skellefteå AIK, 2018-